# Nikolai Efimovich Varfolomeev
Nikolai Efimovich Varfolomeev (tiếng Nga: Николай Ефимович Варфоломеев; sinh ngày 29 tháng 9 năm 1890 tại Saratov - mất ngày 8 tháng 5 năm 1939 tại Moskva) là một vị tướng Liên Xô, một trong các nhà lý luận quân sự Liên Xô đã có công hiện đại hóa quân đội Liên Xô vào những năm 1930 bằng học thuyết tác chiến chiều sâu. Việc hiện đại hóa này nhằm mục đích khắc phục khái niệm chiến tranh chiến hào, hay còn gọi là tác chiến tĩnh, thay vào đó là "chiến đấu theo chiều sâu" (glubokij boj) và "hoạt động theo chiều sâu" (glubokaja operacija). Những cải tiến lý thuyết này và cùng với đó là việc thiết kế và sản xuất vũ khí phù hợp đã đưa học thuyết quân sự của Liên Xô lên vị trí hàng đầu trên thế giới vào giữa những năm ba mươi.
Ông sinh ra ở Saratov vào ngày 29 tháng 9 năm 1890, là con trai của một thương gia. Sau khi tốt nghiệp Trường Hoàng gia Saratov vào năm 1908, ngay trong năm đó ông được nhận vào học tại Trường Quân sự Kazan, nơi ông tốt nghiệp vào năm 1910. Ra trường, ông phục vụ với tư cách là sĩ quan khẩu đội trong một lữ đoàn pháo binh (Tambov) của Quân đội Đế quốc Nga. Khi Chiến tranh thế giới thứ nhất bùng nổ, ông tham gia chiến đấu trên các mặt trận phía tây và tây nam thuộc Lữ đoàn pháo binh hạng nặng số 11. Năm 1916, ông giữ các chức vụ tham mưu tại trụ sở của Quân đoàn 24, và vào tháng 11 năm đó, ông được biệt phái theo học các khóa học tại Học viện Tham mưu Nikolaev. Vào cuối năm thứ nhất, vào tháng 6 năm 1917, ông trở lại trụ sở của Quân đoàn 24, và vào mùa thu cùng năm, ông tiếp tục học tại Học viện, rồi tốt nghiệp vào tháng 3 năm 1918. Cuối năm 1918 ông có cấp bậc đại úy. Vào tháng 3 năm 1918, ông tình nguyện gia nhập Hồng quân Liên Xô, được bổ nhiệm vào Sư đoàn Bộ binh 7, và vào tháng 5, ông được cử đến Pskov với tư cách là thành viên của ủy ban phân định biên giới giữa Nga và Đức theo sự ký kết của hiệp ước hòa bình Brest-Litovsk. Trong những năm nội chiến, ông đã giữ nhiều chức vụ khác nhau. Ông trải qua các chức vụ: Trợ lý tham mưu trưởng thứ nhất của Sư đoàn 2 súng trường Tver '(tháng 7 - tháng 10 năm 1918), Trưởng phòng tác chiến của Lữ đoàn 3 thuộc Sư đoàn súng trường số 7 (tháng 10 - tháng 12 năm 1918), Phụ tá tham mưu trưởng các hoạt động của cùng sư đoàn (Tháng 12 năm 1918 - tháng 1 năm 1919). Từ tháng 1 đến tháng 6 năm 1919, vì bệnh, ông bị đưa vào vị trí dự bị tại trụ sở của quân khu Yaroslavl. Ông trở lại phục vụ vào tháng 7, được phân công công tác tại cơ quan quân báo của Quân đoàn 16, và từ tháng 8, ông đảm nhận vị trí chỉ huy các hoạt động tại trụ sở chính của quân đoàn đó. Ông vẫn phục vụ trong Quân đoàn 16 cho đến ngày 4 tháng 4 năm 1921, và từ ngày 28 tháng 6, ông đảm nhận vị trí chỉ huy các hoạt động tại trụ sở của Phương diện quân Tây, nơi ông ở lại cho đến ngày 13 tháng 12 năm 1922 khi bị bắt vì nghi ngờ có tài liệu bí mật bị thất lạc. Vào ngày 31 tháng 3 năm 1923, trường cao đẳng quân sự của Tòa án tối cao của Liên Xô đã kết án ông ta 5 năm tù giam, và một lần ân xá sau đó đã giảm bản án xuống còn 2 năm rưỡi. Hình phạt được công nhận là ba năm thử thách. Được trả tự do vào tháng 4 năm 1923, vào ngày 7 tháng 5, ông được đưa đến trụ sở của Hồng quân, trở thành giáo viên dạy chiến thuật và chiến lược tại Học viện Quân sự Hồng quân. Từ tháng 6 năm 1925, ông đảm nhận chức vụ này, theo lệnh của Mikhail Nikolayevich Tukhachevsky, với tư cách là Phó Tổng giám đốc giảng dạy chiến lược quân sự tại tất cả các học viện quân sự của Liên Xô. Từ tháng 3 năm 1929, ông trở thành giám đốc cấp cao của Học viện Quân sự Frunze. Năm 1934, ông được phong học hàm "Phó Giáo sư", và vào tháng 10 cùng năm, ông là nhà nghiên cứu trong ban biên tập "Từ điển Bách khoa Quân sự Liên Xô". Được thăng cấp lữ đoàn trưởng vào ngày 5 tháng 12 năm 1935, ông rời Học viện vào tháng 6 năm 1937 để đảm nhận chức vụ tham mưu trưởng Quân khu Volga, giữ chức vụ này cho đến ngày 3 tháng 5 năm 1938 thì bị bắt theo lệnh của Tòa án Quân sự Tối cao Liên Xô. Ông bị kết án tử hình vào ngày 19 tháng 3 năm 1939; bản án được thực hiện vào ngày 8 tháng 5 tại Nghĩa trang Donskoï ở Moskva. Sau khi Stalin qua đời, ông đã được phục hồi hoàn toàn và được phục hồi cấp bậc, theo quyết định của Tòa án Quân sự Tối cao Liên Xô vào ngày 11 tháng 4 năm 1956.